# 857 до н. е.

## Події
Військо царя Ассирії Салманасара ІІІ захопило місто Каркемиш у Північній Сирії.
У Західній Чжоу почав правити правитель Лі-ван Ху.

### Астрономічні явища
- 9 січня. Кільцеподібне сонячне затемнення.[1]
- 4 липня. Повне сонячне затемнення.[1]
- 28 грудня. Кільцеподібне сонячне затемнення.[1]

## Померли
- І-ван Се, правитель Західної Чжоу